# فنجاني شائع
فنجاني شائع (الاسم العلمي: Peziza vulgaris) هو نوع من الفطريات يتبع جنس الفنجاني من فصيلة الفنجانية.